# Morti nel 1782
| Questa pagina contiene informazioni ricavate automaticamente dalle voci biografiche con l'ausilio del template Bio e di un bot. L'aggiornamento è periodico e automatico e ricostruisce completamente la pagina. Se manca una persona in questa lista, sei pregato di non aggiungerla, ma accertati piuttosto che la sua voce biografica contenga il template Bio e che i dati anagrafici siano correttamente compilati. Se il template Bio manca, inseriscilo tu stesso o, in alternativa, metti l'avviso {{tmp\|Bio}} che ne segnala la mancanza. Se i dati riportati sono sbagliati, correggi direttamente la voce biografica; le modifiche saranno visibili in questa lista entro pochi giorni. Per chiarimenti vedi il progetto biografie. La lista contiene solo le 139 persone che sono citate nell'enciclopedia e per le quali è stato implementato correttamente il template Bio. Pagina aggiornata al 2 giu 2025. |

## Gennaio(9)
- 1º gennaio - Johann Christian Bach, compositore tedesco (n. 1735)
- 1º gennaio - Juan Crespi, missionario spagnolo (n. 1721)
- 4 gennaio - Ange-Jacques Gabriel, architetto francese (n. 1698)
- 16 gennaio - Marcantonio Lombardi, vescovo cattolico italiano (n. 1710)
- 26 gennaio - Johann Wilhelm Becker, pittore, incisore e litografo tedesco (n. 1744)
- 26 gennaio - John Campbell, III conte di Breadalbane e Holland, politico e diplomatico scozzese (n. 1696)
- 27 gennaio - Leopoldina Maria di Anhalt-Dessau, nobile (n. 1716)
- 28 gennaio - Jean-Baptiste Bourguignon d'Anville, geografo e cartografo francese (n. 1697)
- 30 gennaio - Vasilij Michajlovič Dolgorukov, generale russo (n. 1722)

## Febbraio(10)
- 7 febbraio - Ferdinando Fuga, architetto italiano (n. 1699)
- 9 febbraio - Giuseppe Luigi Assemani, presbitero, teologo e orientalista libanese (n. 1710)
- 9 febbraio - Benjamin Martin, linguista e lessicografo britannico (n. 1704)
- 9 febbraio - Jean Baptiste Barthélémy Thomas d'Estienne, ammiraglio francese (n. 1727)
- 10 febbraio - Michele Imperiali, nobile italiano (n. 1719)
- 10 febbraio - Friedrich Christoph Oetinger, teologo e teosofo tedesco (n. 1702)
- 14 febbraio - Manuel de Amat y Junient, generale spagnolo (n. 1707)
- 14 febbraio - Thomas Newton, scrittore e biblista inglese (n. 1704)
- 17 febbraio - Giuseppe I di Schwarzenberg, nobile e politico boemo (n. 1722)
- 26 febbraio - José Cadalso, scrittore e militare spagnolo (n. 1741)

## Marzo(7)
- 1º marzo - John A. Treutlen, politico statunitense (n. 1734)
- 2 marzo - Sofia di Borbone-Francia, principessa francese (n. 1734)
- 4 marzo - Gaetano Matteo Pisoni, architetto svizzero (n. 1713)
- 7 marzo - Giovanni Maria Della Torre, scienziato, fisico e naturalista italiano (n. 1710)
- 9 marzo - Sava II Petrović-Njegoš, vescovo ortodosso serbo (n. 1702)
- 13 marzo - Andrea Pasta, medico e letterato italiano (n. 1706)
- 17 marzo - Daniel Bernoulli, matematico e fisico svizzero (n. 1700)

## Aprile(14)
- 2 aprile - Giuseppe Vignoli, vescovo cattolico italiano (n. 1710)
- 2 aprile - Carl Heinrich von Wedel, generale e politico prussiano (n. 1712)
- 4 aprile - August Aleksander Czartoryski, principe polacco (n. 1697)
- 6 aprile - Taksin, militare siamese (n. 1734)
- 6 aprile - Matteo Gennaro Testa Piccolomini, arcivescovo cattolico italiano (n. 1708)
- 12 aprile - Pietro Metastasio, poeta, librettista e drammaturgo italiano (n. 1698)
- 16 aprile - Giuseppe Vasi, incisore e architetto italiano (n. 1710)
- 19 aprile - Marinos Carburis, ingegnere greco (n. 1729)
- 22 aprile - Anne Bonny, pirata irlandese (n. 1702)
- 22 aprile - Salvatore D'Aula, presbitero, letterato e filologo italiano (n. 1718)
- 22 aprile - Josef Seger, compositore e organista ceco (n. 1716)
- 27 aprile - John Campbell, IV conte di Loudoun, generale britannico (n. 1705)
- 30 aprile - Jean-Denis Dupré, ballerino francese (n. 1706)
- 30 aprile - Thomas Patch, pittore e incisore britannico (n. 1725)

## Maggio(15)
- 1º maggio - Simone Augusto di Lippe-Detmold, conte (n. 1727)
- 5 maggio - Bernardino Giraud, cardinale e arcivescovo cattolico italiano (n. 1721)
- 6 maggio - Johann Caspar Füssli, pittore, disegnatore e scrittore svizzero (n. 1706)
- 7 maggio - Enrichetta Maria di Brandeburgo-Schwedt, nobildonna (n. 1702)
- 8 maggio - Sebastião José de Carvalho e Melo, nobile e politico portoghese (n. 1699)
- 13 maggio - Daniel Carlsson Solander, botanico e medico svedese (n. 1733)
- 15 maggio - Richard Wilson, pittore gallese (n. 1714)
- 15 maggio - Eustachio Zanotti, astronomo e ingegnere italiano (n. 1709)
- 20 maggio - William Emerson, matematico inglese (n. 1701)
- 20 maggio - Carlo Giovanni Testori, compositore e violinista italiano (n. 1714)
- 21 maggio - Robert Monckton, generale e politico britannico (n. 1726)
- 22 maggio - Federica d'Assia-Darmstadt, principessa tedesca (n. 1752)
- 25 maggio - Johann Caspar Goethe, giurista e scrittore tedesco (n. 1710)
- 26 maggio - Ali II ibn Husayn, sovrano tunisino (n. 1712)
- 29 maggio - Basilio Gonzaga, nobile italiano (n. 1711)

## Giugno(10)
- 4 giugno - Cristina Carlotta d'Assia-Kassel, nobile tedesca (n. 1725)
- 11 giugno - Juan de Torrezar Díaz Pimienta, generale spagnolo
- 13 giugno - Anna Göldi, svizzera (n. 1734)
- 14 giugno - Edward Ligonier, I conte Ligonier, militare e nobile britannico (n. 1740)
- 17 giugno - Pietro Antonio Lorenzoni, pittore austriaco (n. 1721)
- 18 giugno - Marcantonio Marcolini, cardinale e arcivescovo cattolico italiano (n. 1721)
- 18 giugno - John Wood il Giovane, architetto britannico (n. 1728)
- 20 giugno - Bonifacio Finetti, filosofo e linguista italiano (n. 1705)
- 21 giugno - Giorgio Guglielmo d'Assia-Darmstadt, principe tedesco (n. 1722)
- 26 giugno - Antonio Visentini, pittore, architetto e incisore italiano (n. 1688)

## Luglio(6)
- 1º luglio - Charles Watson-Wentworth, II marchese di Rockingham, politico britannico (n. 1730)
- 16 luglio - Luisa Ulrica di Prussia, nobile svedese (n. 1720)
- 20 luglio - Carlo Giuseppe di Firmian, nobile e politico austriaco (n. 1718)
- 21 luglio - Augusto Federico di Sassonia-Meiningen, nobile tedesco (n. 1754)
- 22 luglio - Gennaro Basile, pittore italiano (n. 1722)
- 24 luglio - Felicita Sartori, miniaturista e pittrice italiana (n. 1713)

## Agosto(15)
- 2 agosto - Gregorio Maria Rocco, religioso italiano (n. 1700)
- 3 agosto - Giovanni Ottavio Bufalini, cardinale e arcivescovo cattolico italiano (n. 1709)
- 6 agosto - Nicolas Chédeville, oboista e compositore francese (n. 1705)
- 7 agosto - Giuseppe Fantastici, pittore italiano (n. 1710)
- 7 agosto - Andreas Sigismund Marggraf, chimico tedesco (n. 1709)
- 10 agosto - Pasquale Bruscolini, sopranista italiano (n. 1718)
- 10 agosto - Vito Coco, storico, letterato e religioso italiano (n. 1723)
- 12 agosto - Stanisław Lubomirski, politico e nobile polacco (n. 1722)
- 13 agosto - Henri Louis Duhamel du Monceau, botanico e agronomo francese (n. 1700)
- 17 agosto - Antonio Martinelli, compositore italiano (n. 1704)
- 19 agosto - Francesco De Mura, pittore italiano (n. 1696)
- 23 agosto - Francesco Antonio Mayerle, pittore boemo (n. 1710)
- 27 agosto - John Laurens, rivoluzionario, militare e diplomatico statunitense (n. 1754)
- 28 agosto - Giulio Matteo Natali, vescovo cattolico italiano (n. 1702)
- 30 agosto - Joseph Pellerin, numismatico francese (n. 1684)

## Settembre(8)
- 5 settembre - Bartolina Sisa, rivoluzionaria boliviana (n. 1750)
- 6 settembre - Giovanni Battista Cacherano di Bricherasio, generale italiano (n. 1706)
- 6 settembre - Martha Wayles Skelton Jefferson, politica statunitense (n. 1748)
- 8 settembre - Francesco Tassi, storico dell'arte italiano (n. 1710)
- 14 settembre - Serafino Filangieri, arcivescovo cattolico italiano (n. 1713)
- 16 settembre - Farinelli, cantante castrato italiano (n. 1705)
- 22 settembre - Francesco Grisi, soprano italiano (n. 1709)
- 22 settembre - Gabriele Verri, nobile, politico e giurista italiano (n. 1695)

## Ottobre(2)
- 2 ottobre - Charles Lee, generale britannico (n. 1732)
- 28 ottobre - Carlotta Amalia di Danimarca, principessa danese (n. 1706)

## Novembre(7)
- 5 novembre - Benigna Gottlieb von Trotha gt Treyden, duchessa lettone (n. 1703)
- 6 novembre - Aloys Paul Trabucco, medico italiano (n. 1744)
- 9 novembre - Bartolomeo Giuseppe Amico di Castell'Alfero, architetto italiano
- 19 novembre - Maria Cristina di Sassonia, badessa tedesca (n. 1735)
- 20 novembre - Antoine Dupré, inventore francese (n. 1723)
- 21 novembre - Jacques de Vaucanson, inventore e artista francese (n. 1709)
- 24 novembre - Stefano Evodio Assemani, bibliotecario, orientalista e arcivescovo cattolico libanese (n. 1707)

## Dicembre(12)
- 2 dicembre - Domenico Cattaneo, principe italiano (n. 1696)
- 7 dicembre - Hyder Ali, sultano e militare indiano (n. 1721)
- 9 dicembre - Lodovico Calini, cardinale italiano (n. 1696)
- 9 dicembre - Heinrich Wilhelm Muzell, ufficiale e diplomatico prussiano (n. 1723)
- 13 dicembre - Giovanni Antonio Galli, chirurgo italiano (n. 1708)
- 14 dicembre - Gaetano Alemani, pittore e scenografo italiano (n. 1728)
- 14 dicembre - Giulio Sacchetti, III marchese di Castelromano, nobile italiano (n. 1710)
- 26 dicembre - Wilhelm Anton von der Asseburg, vescovo cattolico tedesco (n. 1707)
- 26 dicembre - Scipione Borghese, cardinale e arcivescovo cattolico italiano (n. 1734)
- 27 dicembre - Henry Home, scrittore, filosofo e avvocato scozzese (n. 1696)
- 28 dicembre - Maria Carolina di Savoia, principessa (n. 1764)
- 31 dicembre - Giorgio Crinazzi, musicista, tenore e compositore italiano (n. 1750)

## Senza giorno specificato(24)
- Friedrich Ludwig Abresch, filologo classico e grecista olandese (n. 1699)
- Pierre Allais, francese (n. 1700)
- Amram ben Diwan, rabbino marocchino (n. 1743)
- Sabina Auffenwerth, ceramista e decoratrice tedesca (n. 1706)
- Maria Maddalena Baldacci, pittrice italiana (n. 1718)
- Stefano Bertolini, giurista italiano (n. 1711)
- Jean Jacques Flipart, incisore francese (n. 1719)
- Sergej Vasil'evič Gagarin, nobile e politico russo (n. 1713)
- Paolo Gamba, pittore italiano (n. 1712)
- Francisco Gutiérrez Arribas, scultore spagnolo (n. 1727)
- Paulus Constantin La Fargue, pittore olandese (n. 1729)
- Giuseppe Lapy, attore teatrale italiano
- Giovanni Manzuoli, cantante castrato italiano
- Jacques Marquet, architetto francese (n. 1710)
- Hyde Parker, ammiraglio britannico (n. 1714)
- William Pars, pittore inglese (n. 1742)
- Phraya Phichai, generale siamese (n. 1741)
- Joseph Pickford, architetto inglese (n. 1734)
- Ivan Andreevič Rejnsdorp, militare danese (n. 1730)
- Sadiq Khan Zand, sovrano persiano
- Gennaro Sisti, abate e ebraista italiano (n. 1700)
- Gaetano Tacconi, medico e anatomista italiano (n. 1689)
- Valentina Vasil'eva, russa (n. 1707)
- Girolamo Francesco Zanetti, storico, filologo e numismatico italiano (n. 1713)